# سكلوب بيضوي
سكلوب بيضوي (الاسم العلمي: Cyclops ovalis) هو نوع من المفصليات يتبع جنس السكلوب من الفصيلة السكلوبية.